# ناندنگا
ناندنگا (به لاتین: Nądnia) یک روستا در لهستان است که در گمینا زبانشنگ واقع شده‌است. ناندنگا ۷۲۳ نفر جمعیت دارد.